# Падшие ангелы (телесериал)
«Падшие ангелы» (англ. Fallen Angels) — американский телесериал-антология 1993—1995 годов, снятый в стилистике нео-нуар. Каждый эпизод — экранизация рассказа одного из классиков «крутого детектива». В Европе известен под названием «Идеальные преступления» (англ. Perfect Crimes).

## Эпизоды

### Первый сезон (1993)
Эпизод 1 — Dead End for Delia
- Режиссёр: Фил Джоану
- Сценарий: Уильям Кэмпбелл Галт (рассказ), Скотт Фрэнк
- В ролях: Гэри Олдмен, Габриэль Анвар, Вонди Кёртис-Холл, Дэн Хедайя, Уэйн Найт, Мэг Тилли

Эпизод 2 — I’ll Be Waiting
- Режиссёр: Том Хэнкс
- Сценарий: Рэймонд Чандлер (рассказ), Габи Митчелл
- В ролях: Марг Хелгенбергер, Бруно Кёрби, Джон Полито, Дэн Хедайя, Дик Миллер, Том Хэнкс

Эпизод 3 — The Quiet Room
- Режиссёр: Стивен Содерберг
- Сценарий: Джонатан Крэйг (рассказ), Ховард Родман
- В ролях: Джо Мантенья, Бонни Беделиа, Винесса Шоу, Патрик Брин, Питер Галлахер

Эпизод 4 — The Frightening Frammis
- Режиссёр: Том Круз
- Сценарий: Джим Томпсон (рассказ), Джон Робин Бэйц, Ховард Родман
- В ролях: Питер Галлахер, Нэнси Трэвис, Изабелла Росселлини, Джо Витерелли

Эпизод 5 — Murder, Obliquely
- Режиссёр: Альфонсо Куарон
- Сценарий: Корнелл Вулрич (рассказ), Аманда Сильвер
- В ролях: Лора Дерн, Алан Рикман, Дайан Лэйн, Робин Бартлетт, Майкл Вартан

Эпизод 6 — Since I Don’t Have You
- Режиссёр: Джонатан Каплан
- Сценарий: Джеймс Эллрой (рассказ), Стивен Кац
- В ролях: Гэри Бьюзи, Тим Мэтисон, Джеймс Вудс, Эйми Грэм, Илэйн Хендрикс

### Второй сезон (1995)
Эпизод 1 (7) — Love and Blood
- Режиссёр: Кифер Сазерленд
- Сценарий: Эван Хантер (рассказ), Фрэнк Пульезе
- В ролях: Кифер Сазерленд, Мэдхен Амик, Эдвард Банкер, Джонатон Шек, Дэнни Трехо

Эпизод 2 (8) — The Professional Man
- Режиссёр: Стивен Содерберг
- Сценарий: Дэвид Гудис (рассказ), Ховард Родман
- В ролях: Брэндан Фрэйзер, Питер Койоти, Мигель Феррер

Эпизод 3 (9) — A Dime a Dance
- Режиссёр: Питер Богданович
- Сценарий: Корнелл Вулрич (рассказ), Аллан Скотт
- В ролях: Дженнифер Грей, Эрик Штольц, Ричард Портноу, Эстель Харрис, Мигель Феррер

Эпизод 4 (10) — Good Housekeeping
- Режиссёр: Майкл Леманн
- Сценарий: Бруно Фишер (рассказ), Скотт Макги
- В ролях: Дана Дилэйни, Бенисио дель Торо, Марша Гей Харден, Уильям Петерсен, Адам Болдуин

Эпизод 5 (11) — Fly Paper
- Режиссёр: Тим Хантер
- Сценарий: Дэшил Хэммет (рассказ), Дональд Уэстлейк
- В ролях: Кристофер Ллойд, Лора Сан Джакомо, Питер Берг, Майкл Рукер, Арнольд Вослу, Мигель Феррер

Эпизод 6 (12) — Tomorrow I Die
- Режиссёр: Джон Дал
- Сценарий: Микки Спиллейн (рассказ), Стивен Кац
- В ролях: Билл Пуллман, Хизер Грэм, Дэн Хедайя, Ким Коутс, Джон Фавро, Дин Норрис, Джек Нэнс, Грэйс Забриски, Мигель Феррер

Эпизод 7 (13) — Fearless
- Режиссёр: Джим Макбрайд
- Сценарий: Уолтер Мозли (рассказ), Ричард Уэсли
- В ролях: Билл Нанн, Джанкарло Эспозито, Синда Уильямс, Джеймс Дюмон

Эпизод 8 (14) — The Black Bargain
- Режиссёр: Кит Гордон
- Сценарий: Корнелл Вулрич (рассказ), Дон Макферсон
- В ролях: Мигель Феррер, Люсинда Дженни, Грэйс Забриски, Питер Берг, Ларри Джошуа

Эпизод 9 (15) — Red Wind
- Режиссёр: Агнешка Холланд
- Сценарий: Рэймонд Чандлер (рассказ), Алан Трастмэн
- В ролях: Дэнни Гловер, Келли Линч, Дэн Хедайя, Рон Рифкин, Валерия Голино, Мигель Феррер